# Értény
Értény is een plaats (község) en gemeente in het Hongaarse comitaat Tolna. Értény telt 759 inwoners (2001).